# Oospila eminens
Oospila eminens är en fjärilsart som beskrevs av William Schaus 1912. Oospila eminens ingår i släktet Oospila och familjen mätare. Inga underarter finns listade i Catalogue of Life.